# コイェチーン - ヴァラシスケー・メジルジーチー線
コイェチーン - ヴァラシスケー・メジルジーチー線（チェコ語;Železniční trať Kojetín – Valašské Meziříčí）は、チェコ国鉄の鉄道線の名称である。路線番号は303。
1880年から1888年にかけて、皇帝フェルディナント北部鉄道（k.k. priv. Kaiser Ferdinands-Nordbahn, KFNB）によって開業した。

## 歴史
モラヴィア地方のクレムジアー（現在クロムニェジーシュ）を鉄道で連結するプロジェクトは1866年より提案されて、理解当事者は砂糖工場があったフライン（現在フリーン）をむしろ選んだ。1880年9月7日にクレムジアー市は標準軌の地方鉄道建設に関する建設許可を建設期限6カ月の条件で獲得した。1880年12月1日にクレムジアー - フライン間は貨物輸送向けに、同月15日に全体輸送向けに開通された。1882年2月26日にクレムジアー鉄道株式会社（Actien-Gesellschaft der priv. Kremsierer Eisenbahn）は地方鉄道の建設許可を改めて獲得して、同年9月24日に鉄道路線をホレシャウ（現在ホレショフ）まで、11月15日にビストリッツ（現在ビストリッツェ・ポド・ホスティーネム）まで延長した。1883年1月14日にビストリッツ - ワラキアメーゼリチュ間の鉄道建設許可はクレムジアー鉄道に与えられた。
一方、KFNBは1886年1月1日付きにモラヴィア・シレジア都市間鉄道（Mährisch-Schlesische Städtebahn）の建設、運営に関する許可を新たに獲得した。商工省はクレムジアー鉄道が既に獲得した許可は失効したと宣言した。KNFBは最初にクレムジアー - ビストリッツ間のみを買い入れることを望んで、交渉は難しくなった。クレムジアー鉄道は1887年1月に210万グルデンでKNFBに売却された。

## 運行形態

### 快速「スピェシニー(Sp)」
下記1系統が運行される。
- ラドホシチ号：　ブルノ～コイェチーン～ヴァラシスケー・メジルジーチー～フレンシタート・ポド・ラドホシチェム　【土曜・休日運行】
土曜日朝のフレンシタート行と、休日夜のブルノ行、それぞれ片道1本ずつの運行。メジルジーチー以東は323号線と、コイェチーン以西は300号線と直通する。ブルノ方面は、ヤンコヴィツェ、フリンスコとオシーチコを通過する。
2019年以前の愛称名は「ホスティーン（チェコ語版）」であった。2022年以前は上下ともヤンコヴィツェを通過していた。

- 過去の運行系統
  - ルサヴァ号：　ロジノフ・ポド・ラドホシチェム→ヴァラシスケー・メジルジーチー→コイェチーン
2020年以前、平日と土曜日のみ、早朝片道1本のみ運行していた。コイェチーンで、ブルノ行特急に接続していた。メジルジーチー以東は281号線から直通していた。停車駅は、ポドフラドニー・ルホタ、オシーチコとビストルジツェ以西の各駅だが、トルジェビェチツェは通過していた。
2021年度より、休日も運行する様になった。
2022年度より、ロウコフが停車駅に追加された。
2024年度に、普通列車に格下げとなり、各駅停車になった。
  - スタレー・ムニェスト → フリーン → クロムニェルジージ　【平日運行】
平日のみ、一日片道1本運行していた。フリーン以東は330号線から直通していた。
2024年度に限り運行していた。

### 普通
- コイェチーン - ヴァラシスケー・メジルジーチー - ロジノフ
概ね1-2時間に1本の運行。コイェチーン - ビストルジツェ間は区間運転もあり、合わせて1時間に1本のパターンダイヤとなっている。フリーンで330号線特急・普通のプラハ・ブルジェツラフ双方向への接続列車が運行される様なダイヤが組まれている。メジルジーチー以東は281号線に直通する。
2019年以前は、クロムニェルジージ以北がパターンダイヤになっていなかった他、ベズムニェロフとポストウプキを通過する列車も設定されていた。2023年度以前は、1時間毎の運行がクロムニェルジージ以西で、以東は1-2時間に1本の運行であった他、全列車がクロムニェルジージ以南の各駅に停車していた。2024年度に限り、オシーチコ通過の列車があった。

- ズブロヴィツェ - クロムニェルジージ - フリーン
2時間に1本の運行。クロムニェルジージ以西は305号線に直通する。フリーンで、330号線プラハ方面およびブルノ方面の特急から接続できる様にダイヤが組まれている。
過去の運行形態
2019年度以前は、ほとんどがクロムニェルジージ - フリーン間の運行で、2時間サイクルに2本（休日のクロムニェルジージ方面行のみ1本）運行していた。
2020年度より、305号線へ2時間に1本直通する様になった。
2021年度より、再びクロムニェルジージ - フリーン間の区間運転に戻ったが、一日1本に限り、305号線のズブロヴィツェから直通していた。
2024年度より2時間に1本の運行となり、原則305号線と直通する様になった。

- クロムニェルジージ - フリーン - ズリーン
平日は朝・夜のみ、休日は2時間に1本の運行。フリーン以東は330号線に直通する。
2023年度以前は毎日2時間に1本運行していた。

### 臨時列車
- 聖ホスティーン巡礼列車 … 大晦日の夜、下記系統が一日1往復ずつ運行している。
ブルノ - コイェチーン - フリーン - ビストルジツェ … コイェチーン以西は300号線に直通する。303号線内は、クロムニェルジーシ、フリーンのみに停車し、ブルノ方面行のみホレショフにも停車する。またフリーン以東では、330号線から直通するホドニーン/ボイコヴィツェ発着の車両と併結する。
オロモウツ - フリーン - ビストルジツェ … フリーン以北は330号線に直通する。330号線内は、ホレショフのみに停車する。
ビストルジツェ - ヴァラシスケー・メジルジーチー - ビルニツェ … メジルジーチー以南は280号線に直通する。各駅停車。アリヴァ列車による運行。

## 駅一覧
以下では、チェコ国鉄303号線の駅と営業キロ、停車列車、接続路線などを一覧表で示す。
- 種別
  - Sp：快速
  - Os：普通
- 停車駅
  - ■印：全列車停車
  - ●印：大部分停車、一部通過
  - ｜印：全列車通過

| 路線名 | 駅名                                             | 駅間営業キロ | 累計営業キロ | Sp | Os | 接続路線                                                            | 所在地       | 所在地               |
| ------ | ------------------------------------------------ | ------------ | ------------ | -- | -- | ------------------------------------------------------------------- | ------------ | -------------------- |
| 303    | コイェチーン駅                                   |              | 0.0          | ■  | ■  | 300号線（オストラヴァ方面、ブルノ方面） 304号線（トヴァチョフ方面） | オロモウツ州 | プルジェロフ郡       |
| 303    | ベズムニェロフ駅                                 | 3.4          | 3.4          | ｜ | ■  |                                                                     | ズリーン州   | クロムニェルジージ郡 |
| 303    | ポストウプキ駅                                   | 2.0          | 5.4          | ｜ | ■  |                                                                     | ズリーン州   | クロムニェルジージ郡 |
| 303    | クロムニェルジージ駅                             | 3.9          | 9.3          | ■  | ■  | 305号線                                                             | ズリーン州   | クロムニェルジージ郡 |
| 303    | フリーン駅                                       | 7.4          | 16.7         | ■  | ■  | 330号線                                                             | ズリーン州   | クロムニェルジージ郡 |
| 303    | トルジェビェチツェ駅                             | 3.6          | 20.3         | ｜ | ■  |                                                                     | ズリーン州   | クロムニェルジージ郡 |
| 303    | フシェトゥリ駅（休止中）                         |              | (22.1)       | ｜ | ｜ |                                                                     | ズリーン州   | クロムニェルジージ郡 |
| 303    | ホレショフ駅                                     | 3.9          | 24.2         | ■  | ■  |                                                                     | ズリーン州   | クロムニェルジージ郡 |
| 303    | ドブロチツェ駅                                   | 3.7          | 27.9         | ｜ | ●  |                                                                     | ズリーン州   | クロムニェルジージ郡 |
| 303    | ヤンコヴィツェ駅                                 | 1.6          | 29.5         | ●  | ■  |                                                                     | ズリーン州   | クロムニェルジージ郡 |
| 303    | フリンスコ・ポド・ホスティーネム駅               | 1.9          | 31.4         | ●  | ■  |                                                                     | ズリーン州   | クロムニェルジージ郡 |
| 303    | ビストルジツェ・ポド・ホスティーネム駅           | 3.7          | 35.1         | ■  | ■  |                                                                     | ズリーン州   | クロムニェルジージ郡 |
| 303    | ロウコフ駅                                       | 4.5          | 39.6         | ｜ | ●  |                                                                     | ズリーン州   | クロムニェルジージ郡 |
| 303    | オシーチコ駅                                     | 2.6          | 42.2         | ●  | ■  |                                                                     | ズリーン州   | クロムニェルジージ郡 |
| 303    | ポドフラドニー・ルホタ駅(*1)                     | 4.6          | 46.8         | ■  | ■  |                                                                     | ズリーン州   | クロムニェルジージ郡 |
| 303    | クノヴィツェ・ロウチカ駅                         | 1.9          | 48.7         | ｜ | ●  |                                                                     | ズリーン州   | ヴセチーン郡         |
| 303    | ポリツェ・ウ・ヴァラシスケーホ・メジルジーチー駅 | 3.9          | 52.6         | ｜ | ●  |                                                                     | ズリーン州   | ヴセチーン郡         |
| 303    | ブランキ・ナ・モラヴェ駅                         | 3.1          | 55.7         | ｜ | ●  |                                                                     | ズリーン州   | ヴセチーン郡         |
| 303    | ヴァラシスケー・メジルジーチー駅                 | 5.4          | 61.1         | ■  | ■  | 280号線、281号線、323号線                                           | ズリーン州   | ヴセチーン郡         |

(*1): 2021年12月、ライノホヴィツェ駅から改称。